# Cædmonova himna
Cædmonova „Himna” (Hymn) je kratka staroengleska pjesma koju je izvorno skladao Cædmon, pretpostavljeno nepismeni kravar, koji je prema Bedi Časnom bio sposoban pjevati u čast Boga Stvoritelja, koristeći se riječima koje nikad prije nije čuo. Skladao ju je između 658. i 680. godine i najstarija je zapisana staroengleska poema, skladana unutar živa sjećanja pokrštavanja anglosaske Engleske. Također je jednim od najstarijih preživjelih primjeraka germanskog aliterativnog stiha. 
Himna je jedina preživjela Cædmonova skladba. Skladana je da ju se pjeva prema sjećanju. Poslije su ju drugi očuvali u pisanom obliku. Do danas je preživjela u barem 19 verificiranih kopija rukopisa. Poema je s Bedina latinskog prijevoda u njegovom Historia ecclesiastica gentis Anglorum. Tvori prominentni miljokaz i referentnu točku u studiranju staroengleske prozodije, za rani utjecaj koje je kršćanstvo imalo na poeme i pjesme Anglosasa nakon njihova prelaska na kršćanstvo.